# Петропавлівка (Баштанський район)
Петропа́влівка — село в Україні, у Березнегуватській селищній громаді Баштанського району Миколаївської області. Населення становить 428 осіб.